# 12079 Kaibab
12079 Kaibab è un asteroide della fascia principale. Scoperto nel 1998, presenta un'orbita caratterizzata da un semiasse maggiore pari a 2,4140313 au e da un'eccentricità di 0,1751326, inclinata di 1,43813° rispetto all'eclittica.
L'asteroide è dedicato all'altopiano del Kaibab.